# Hippocrepis liouvillei
Hippocrepis liouvillei là một loài thực vật có hoa trong họ Đậu. Loài này được Maire miêu tả khoa học đầu tiên.